# America Chavez
America Chavez är en superhjälte i Marvels fiktiva universum. Hon har övermänsklig styrka och hållbarhet, hon kan flyga nästan i ljusets hastighet, och teleportera sig var hon vill i multiversum. 
Chavez skapades av Joe Casey och Nick Dragotta och dök först upp i Vengeance #1 i september 2011, innan hon gick med i Young Avengers. Hon har också huvudrollen i sin egen serie, America, skriven av Gabby Rivera.
Karaktären gjorde live-action filmdebut i Marvel Cinematic Universe, i filmen Doctor Strange in the Multiverse of Madness, spelad av Xochitl Gomez.
Hon har också porträtterats i en rad datorspel, i den animerade tv-serien Marvel Rising och i brädspelet Marvel United.